# Пачитеа
Пачитеа (исп. Río Pachitea) — река в Перу, один из главных притоков верхнего течения реки Укаяли, которая, в свою очередь, является одним из участков основного течения реки Амазонки. Река Пачитеа протекает по восточному склону Перуанских Анд в центральной части страны. В её нижнем течении расположена нефтяная зона Агуас-Кальентес. Длина реки — 530 км (с Пичисом и Негуачи — 2433 км). Площадь водосборного бассейна — 28652 км². Среднегодовой расход воды 2411,9 м³/с.

## География
Река Пачитеа начинается при слиянии рек Пичис и Палькасу, истоки которых находятся на горном хребте Хуачон в регионе Паско. Сначала она носит название Уанкабамба и протекает через Оксапампу и Уанкабамбу, небольшой одноименный город в её верхнем течении. Затем эта река называется Посусо. Ниже по течению, когда эта река сливается в Пуэрто-Виктория с рекой Пичис, впадающей справа, образуется река Пачитеа.
Поскольку Пачитеа течёт в общем северном направлении, то пройдя через Селтиберию она покидает Паско и входит в регион Уануко. Она протекает через департаменты Юяпичис, Янаяку, Пуэрто-Инка, где у неё есть основные притоки слева. Она несколько поворачивает на северо-восток и пересекает Сан-Антонио, Эсперансу, Баньос, Турнависту, Пуэрто-Бальдеон и Онорию, где впадает в реку Укаяли как её левый приток.
Другими городами в её бассейне являются Кодо-де-Посусо, основанный австро-немецкими поселенцами, и Пуэрто-Бермудес на берегу реки Пичис.